# Abbie Cornish
Abbie Cornish (sinh ngày 7 tháng 8 năm 1982, nghệ danh: MC Dusk) là nữ diễn viên, ca sĩ nhạc rap người Úc. Cô từng tham gia trong các phim điện ảnh như: Sucker Punch (2011), Limitless (2011) hay Three Billboards Outside Ebbing, Missouri (2017).

## Danh sách phim

### Điện ảnh
| Năm  | Tiêu đề                                       | Vai                    | Ghi chú        |
| ---- | --------------------------------------------- | ---------------------- | -------------- |
| 2000 | The Monkey's Mask                             | Mickey Norris          |                |
| 2003 | Horseplay                                     | Becky Wodinski         |                |
| 2004 | One Perfect Day                               | Emma Matisse           |                |
| 2004 | Somersault                                    | Heidi                  |                |
| 2004 | Everything Goes                               | Brianie                | Phim ngắn      |
| 2006 | Candy                                         | Candy                  |                |
| 2006 | A Good Year                                   | Christie Roberts       |                |
| 2007 | Elizabeth: The Golden Age                     | Bess Throckmorton      |                |
| 2008 | Stop-Loss                                     | Michelle Overton       |                |
| 2009 | Bright Star                                   | Fanny Brawne           |                |
| 2010 | Legend of the Guardians: The Owls of Ga'Hoole | Otulissa               | Chỉ lồng tiếng |
| 2011 | Limitless                                     | Lindy                  |                |
| 2011 | Sucker Punch                                  | Sweet Pea              |                |
| 2011 | W.E.                                          | Wally Winthrop         |                |
| 2012 | The Girl                                      | Ashley                 |                |
| 2012 | Seven Psychopaths                             | Kaya                   |                |
| 2014 | Cảnh sát người máy                            | Clara Murphy           |                |
| 2015 | Solace                                        | Agent Katherine Cowles | Hậu kỳ         |
| 2016 | Lavender                                      | Jane                   | Hậu kỳ         |
| 2017 | The Girl Who Invented Kissing                 | Patti                  |                |
| 2017 | 6 Days                                        | Kate Adie              |                |
| 2017 | Three Billboards Outside Ebbing, Missouri     | Anne Willoughby        |                |
| 2017 | Geostorm                                      | Agent Sarah Wilson     |                |
| 2018 | Where Hands Touch                             | Kerstin                |                |
| 2018 | Paris Song                                    | Lee Abbott             |                |
| 2018 | Perfect                                       | Mother                 |                |
| 2021 | The Virtuoso                                  | The Waitress           |                |
| 2022 | Blackout                                      | Anna                   | Đã hoàn thành  |
| TBA  | Dakota                                        | Kate Sanders           | Hậu kỳ         |
| TBA  | Detained                                      | TBA                    | Hậu kỳ         |

### Truyền hình
| Năm      | Tiêu đề                      | Vai               | Ghi chú          |
| -------- | ---------------------------- | ----------------- | ---------------- |
| 1997     | Wildside                     | Simone Summers    |                  |
| 1999     | Close Contact                | Sara Boyack       |                  |
| 2000     | Water Rats                   | Marie Marchand    | 1 tập            |
| 2001     | Outriders                    | Reggie McDowell   | 26 tập           |
| 2001     | Life Support                 | Penne No. 1       | 10 tập           |
| 2003     | White Collar Blue            | Antonia McAlister |                  |
| 2003     | Marking Time                 | Tracey            |                  |
| 2014     | Klondike                     | Belinda Mulrooney | Sê-ri nhỏ; 6 tập |
| 2018-nay | Jack Ryan                    | Cathy Mueller     | Vai chính; 7 tập |
| 2019     | Secret Bridesmaids' Business | Melanie           | Sê-ri nhỏ; 6 tập |